# Elaphoglossum pulchrum
Elaphoglossum pulchrum är en träjonväxtart som beskrevs av M. Kessler och Mickel. Elaphoglossum pulchrum ingår i släktet Elaphoglossum och familjen Dryopteridaceae. Inga underarter finns listade.